# Terry Campbell
Terence Campbell (* 1. Juli 1968 in North York, Ontario) ist ein ehemaliger deutsch-kanadischer Eishockeyspieler, der unter anderem für die Füchse Sachsen, Augsburger Panther, Moskitos Essen, Iserlohn Roosters und den ERC Ingolstadt in der Deutschen Eishockey Liga (DEL) spielte.

## Karriere
Terry Campbell begann seine Karriere in unterklassigen Juniorenligen in Kanada. Ab 1987 spielte er für das Team des Union College in der National Collegiate Athletic Association. Mit insgesamt 170 Scorerpunkten in vier Spielzeiten war er zum Zeitpunkt seines Abschieds 1991 der punktbeste Angreifer der Geschichte der Union Dutchmen. Von 1989 bis 1991 führte er die Mannschaft zudem als Kapitän aufs Eis. 2015 wurde er für seine Verdienste in die „Athletics Hall of Fame“ des Union College aufgenommen.
1991 wechselte er nach Deutschland und war für den SV Gendorf in der Regionalliga aktiv. Zur Saison 1993/94 schloss sich der Center dem Ligakonkurrenten SC Bietigheim-Bissingen an und absolvierte zudem 23 Spiele für den SC Riessersee in der Oberliga. 
Mit der Gründung der Deutschen Eishockey Liga wechselte er 1994 zu den Füchsen Sachsen. Die nächsten zwei Jahre stand er im Kader der Augsburger Panther, verbrachte die Saison 1995/96 allerdings hauptsächlich beim Deggendorfer SC in der zweitklassigen 1. Liga Süd. 1997 unterschrieb Campbell beim Iserlohner EC, wo er in beiden Spielzeiten Topscorer seines Teams wurde. 1999 wurde Campbell erstmals in die deutsche Nationalmannschaft berufen und nahm auch an der B-Weltmeisterschaft teil. 
Anschließend war er ein Jahr lang für den Westrivalen der Iserlohner, die Moskitos Essen, in der DEL aktiv. Nach dem letzten Platz in der Hauptrunde wurden die Moskitos auch in der Abstiegsrunde Letzter, sodass am Ende der Saison der sportliche Abstieg feststand. Daraufhin kehrte Campbell zurück nach Iserlohn, die mittlerweile in die DEL aufgestiegen waren.  
Ab 2001 spielte er für den ERC Ingolstadt in der 2. Bundesliga. Dort trug er zum Aufstieg in die DEL bei und blieb noch zwei weitere Jahre in Ingolstadt, in denen er einmal die Play-offs erreichte. 2004 unterschrieb Campbell beim SC Bietigheim-Bissingen in der 2. Bundesliga. Nach zwei Play-off-Teilnahmen in drei Jahren wechselte der Center zum EC Bad Tölz in die Oberliga. Dort gelang der Aufstieg, sodass er in der Saison 2008/09 wieder in der 2. Bundesliga spielte. Mit den Löwen erreichte Campbell den zweiten Platz nach der Hauptrunde. Aufgrund eines Insolvenzantrags wurde der Club allerdings von den Play-offs ausgeschlossen.  
Anschließend beendete der Stürmer seine Profi-Karriere, schloss sich Terence Campbell, der mit seiner Familie in Ingolstadt wohnt, aber noch für zwei Jahre dem EC Pfaffenhofen in der Bayernliga an.

## Erfolge und Auszeichnungen
- 1999 Bester Center der Bundesliga
- 2002 Aufstieg in die Deutsche Eishockey Liga mit dem ERC Ingolstadt
- 2008 Aufstieg in die 2. Bundesliga mit dem EC Bad Tölz
- 2009 Bester defensiver Stürmer der 2. Bundesliga
- 2015 Aufnahme in die „Athletics Hall of Fame“ des Union College

## Karrierestatistik

### International
Vertrat Deutschland bei:
- B-Weltmeisterschaft 1999

(Legende zur Spielerstatistik: Sp oder GP = absolvierte Spiele; T oder G = erzielte Tore; V oder A = erzielte Assists; Pkt oder Pts = erzielte Scorerpunkte; SM oder PIM = erhaltene Strafminuten; +/− = Plus/Minus-Bilanz; PP = erzielte Überzahltore; SH = erzielte Unterzahltore; GW = erzielte Siegtore; 1 Play-downs/Relegation; Kursiv: Statistik nicht vollständig)